# Кики Лејн
Кијандра Лејн (енгл. Kiandra Layne; Синсинати, 10. децембар 1991) америчка је глумица. Најпознатија је по својим улогама у филмовима као што су: љубавна драма Шапат улице (2018), драма Домородац (2019), суперхеројска акција Стара гарда (2020) и љубавна комедија Принц открива Америку 2 (2021).

## Филмографија
| Година | Српски назив            | Изворни назив | Улога       | Напомене                |
| ------ | ----------------------- | ------------- | ----------- | ----------------------- |
| 2015.  |                         |               | Оливија     | кратки филм             |
| 2016.  | Чикашка хитна помоћ     |               | Еми Мајлс   | епизода: „Брига о души” |
| 2018.  | Шапат улице             |               | Тиш Риверс  |                         |
| 2019.  | Домородац               |               | Беси        |                         |
| 2019.  | Опсадно стање           |               | Кари        |                         |
| 2019.  |                         |               | Адут        | кратки филм             |
| 2020.  | Стара гарда             |               | Најл Фриман |                         |
| 2021.  | Принц открива Америку 2 |               | Мика Џофер  |                         |
| 2022.  |                         |               | Ели Витфилд |                         |
| 2022.  | Не брини, драга         |               | Маргарет    |                         |
| 2025.  | Стара гарда 2           |               | Најл Фриман |                         |